# Crkva sv. Jakova u Opatiji
45°20′03″N 14°18′26″E / 45.33409°N 14.30729°E
Kompleks župne crkve sv. Jakova nalazi se na mjestu benediktinske opatije po kojoj je grad dobio ime, te koja je podignuta najvjerojatnije u 12.st. Na nadvratniku glavnog ulaza u crkvu nalazi se natpis o izgradnji crkve 1506.g. Samostan 1555.g. preuzima Augustinski red, a 1723.g. Isusovački. Smatra se da je crkva do 1748.g. bila jednostavna jednobrodna građevina, tom periodu pripada pročelni zid od rustično obrađenog, nepravilnog kamena. 1748.g. crkva se pregrađuje, dobiva zrcalni svod i barokne susvodnice. 1930-ih godina brod je produljen i proširen s apsidalnim svetištem oko kojeg teče deambulatorij neoromaničkih stilskih osobina. Uz crkvu se nalazi niski zvonik rastvoren biforama, atrij i župni ured.

## Orgulje
Braća Zupan izgradili su orgulje za crkvu (op. 65) 1908. godine. Glazbalo ima ovu dispoziciju:
| Manual C–f3 |              |    |
| 1.          | Principal    | 8′ |
| 2.          | Wiener flöte | 8′ |
| 3.          | Unda maris   | 8′ |
| 4.          | Salicional   | 8′ |
| 5.          | Octav        | 4′ |
| 6.          | Mixtur III   | 2′ |

| Pedal C–d1 |         |     |
| 7.         | Subbass | 16′ |

Spojevi: Pedalcoppel, Octavcoppel. 

Kolektivi: P, MF. 

Trakture su mehaničke s čunjićima.